# خورخي كوردوبا
خورخي كوردوبا (بالإسبانية: Jorge Córdoba)‏ هو لاعب كرة قدم أرجنتيني، ولد في 12 ديسمبر 1987 في سانتا في في الأرجنتين. لعب مع أرسنال ساراندي وجيمناسيا لابلاتا وديفنسا خوستيكا وريفر بليت وسارمينتو دي خونين وسوسيداد ديبورتيفو كيتو وغودوي كروز ولوس أنديس ويونيون دي سانتا في.

## وصلات خارجية
- خورخي كوردوبا على موقع قاعدة بيانات كرة القدم.إي يو (الإنجليزية)
- خورخي كوردوبا على موقع Soccerway.com (الإنجليزية)